# Слобода вероисповести у Алжиру
Слобода вероисповести у Алжиру регулисана је Уставом Алжира који прокламује ислам као званичну религију (чл.2) али такође прокламује и: "слобода вероисповести и слобода мишљења су неповредиве" (чл.36); забрањује дискриминацију: "Сви грађани су једнаки пред законом. Дискриминација је забрањена по основу рођења, расе, пола, мишљења или било које друге личне или социјалне околности" (чл.29). У пракси, Влада поштује ову одредбу уз малобројне изузетке. Влада уважава дефакто политику толеранције дозвољавањем, у изузетним случајевима, спровођења верских служби од стране немуслимана у главном граду, које су отворене за јавност. Малобројне хришћанске и јеврејске популације практикују своје вероисповести без мешања Владе. Закон не познаје бракове између муслиманке и немуслимана, премда познаје бракове између муслимана и немуслиманке. По закону, деца преузимају веру својих очева без обзира да ли су рођена у иностранству.

## Ислам
Влада Алжира именује имаме у џамијама и обезбеђује опште вођство кроз проповеди. Постоје такође и имами који замењују изабранике Владе јер су њихова гледишта ближа локалним верницима. Влада надзире активност џамија због потенцијалних повреда сигурности, забрањује коришћење џамија као јавних места, осим у време молитви и упућује имаме "налогом за изрицање дисциплинских мера" Министарству верских послова.
Амандманима на Казнени закон (2001) уводе се строге казне, укључујући новчану и казну затвора за све имаме који нису изабрани од стране Владе. Министарство верских послова координише имамима у одређеним регијама како би се смањио религијски екстремизам праћен извештајима да су салафисти позвали на бојкот одређених молитви, раскол џамија чији су чланови салафисти и других чији нису, као и право на проповедање и одржавање религијских семинара. Строже казне су утврђене за све, па и за имаме које је именовала Влада, уколико се изврши акт против "племените природе џамија" или други акт који би могао да "увреди јавну кохезију". Амандмани не прецизирају које радње подразумевају наношење ових повреда. По закону, Влади је дозвољено да прегледа проповеди пре него што се оне учине доступним јавности. Међутим, у пракси се врши преглед након извршеног чина. Ово право не постоји када се ради о неисламским верама.
Влада је 2003. санкционисала бројне имаме поводом одржаних проповеди, праћене земљотресом који је погодио провинцију Бумердес (21. мај), због тумачења Курана на начин који би могао да "увреди јавну кохезију". Министарство верских послова обезбедило је финансијску помоћ џамијама натојећи да прошири своју контролу над обуком имама путем Владиног Исламског образовног института. У овом периоду није било новооснованих школа.

## Немуслимани
Религија игра важну улогу у друштву Алжира, чинећи је њеним релативно хомогеним елементом. За просечног Алжирца, бити Алжирац значи бити муслиман. Међутим, то није увек случај.
Људи без верске припадности теже да буду бројни у Кабилији, где су углавном толерисани а некад чак и прихваћени; нарочито је Lounès Matoub виђен као херој међу Кабилијанима, упркос (или баш због) недостатка религиозности. У већини осталих делова земље, они који су нерелигиозни труде се да буду дискретнији.
У већини случајева узнемиравања и претњи против сигурности упућених немуслиманима, долази од стране (сада скоро уништене) Армед исламске групе - организације која се бори против Владе и која одлучно жели да ослободи земљу оних који не деле њихово екстремистичко тумачење ислама. Међутим, већина популације подржава исламско начело толеранције верских уверења. Умерени исламисти и политички лидери јавно критикују акте насиља који су учињени "у име ислама".
Мисионарским групама је дозвољено да спроводе хуманитарне активности без мешања Владе, докле год су дискретне и не укључују отворени прозелитизам. Уколико то чине могу бити ухапшени али и не морају. Многе "кућне цркве" у којима хришћани обожавају су у контакту са Владом, и не постоје подаци који говоре о томе да им се претило или да су били застрашивани.
Обедовање у јавности у току Рамазана је легално, али изазива непријатељство грађана у многим подручјима, изузев у деловима Кабилије; многи ресторани су затворени у време овог празника.
"Увреда Пророка" је подобна за подношење кривичне пријаве. Уколико је оптужени крив, може се суочити са казном затвора од пет година и тежом казном (Абделкарим Сиаги случај, мај 2011).
Недржављани Алжира чија вера није ислам, уживају висок ниво толеранције у друштву, док држављани Алжира који се одричу ислама бивају остраковани од стране својих породица а избегавани од стране комшија. Влада обично не улази у ове односе. Преобраћени се излажу ризику напада од стране радикалних екстремиста.